# Jarowa
Jarowa (ukr. Ярова) – osiedle typu miejskiego na Ukrainie, w obwodzie donieckim, w rejonie kramatorskim. W 2001 liczyło 2203 mieszkańców.